# Isle of Dogs
Isle of Dogs (letterlijk: Hondeneiland) is een gebied in de London Borough of Tower Hamlets in het oosten van de Britse metropool Londen. Het schiereiland wordt gevormd door een aantal scherpe bochten in de rivier de Theems. Het gebied vormt het centrum van de Londense Docklands. Op het noordelijk deel van het schiereiland ligt Canary Wharf, Londens tweede zakencentrum. Het Isle of Dogs is een van de gebieden in Londen, waar het contrast tussen arm en rijk het schrijnendst is.

## Ligging en bereikbaarheid

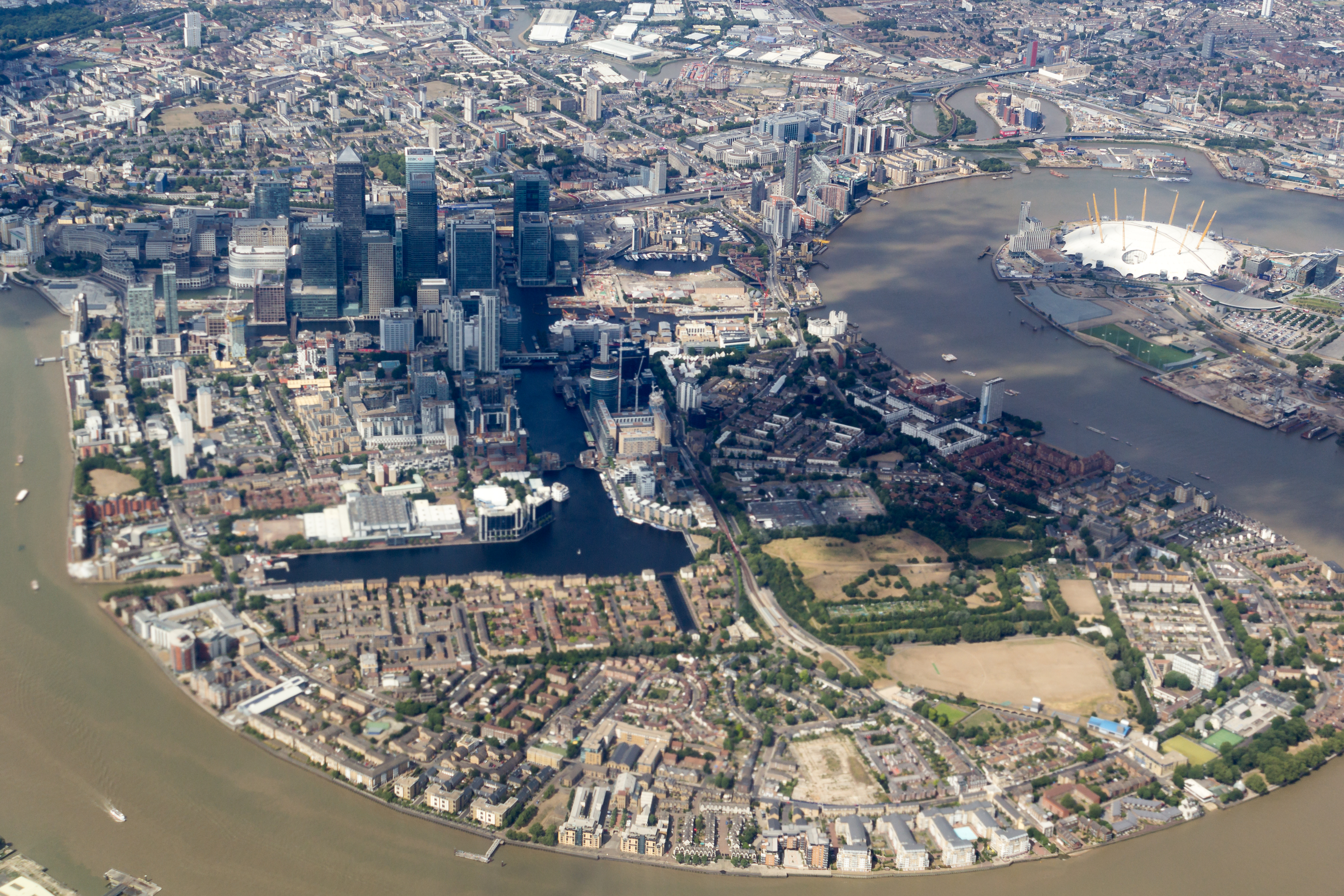
Ligging Isle of Dogs aan de Theems

Het gebied wordt een eiland genoemd, maar is in feite een schiereiland gevormd door enkele meanders in de Theems. Het wordt aan drie zijden omgeven door de rivier. Ten westen van de Theems ligt Rotherhithe, ten zuiden Greenwich en ten oosten Greenwich Peninsula. Aan de noordzijde wordt het West India South Dock beschouwd als de grens met de wijk Poplar. Het gebied bestaat uit drie wijken of wards: Blackwall in het noorden, Millwall in het westen en Cubitt Town in het oosten.
De belangrijkste ontsluitingswegen zijn de A1261 en de A1206. Laatstgenoemde weg, die een lus langs de oevers van het schiereiland beschrijft, vormt de voornaamste noordelijke toevoerroute naar de Blackwall Tunnel, de verbindingsschakel tussen het Isle of Dogs en het Greenwich Peninsula. De Greenwich foot tunnel is een voetgangerstunnel onder de Theems uit 1902.
Het in 1999 geopende metrostation Canary Wharf ligt aan de Jubilee Line. Het gebied wordt verder ontsloten door de Docklands Light Railway met 7 stations in Isle of Dogs: West India Quay, Canary Wharf, Heron Quays, South Quay, Crossharbour, Mudchute en Island Gardens. Vanaf 2018 zal het gebied worden verbonden met Crossrail.
De nabijheid van de luchthaven Londen City, in het vlakbij gelegen gebied Royal Docks, is met name voor het zakencentrum Canary Wharf van belang.

## Geschiedenis

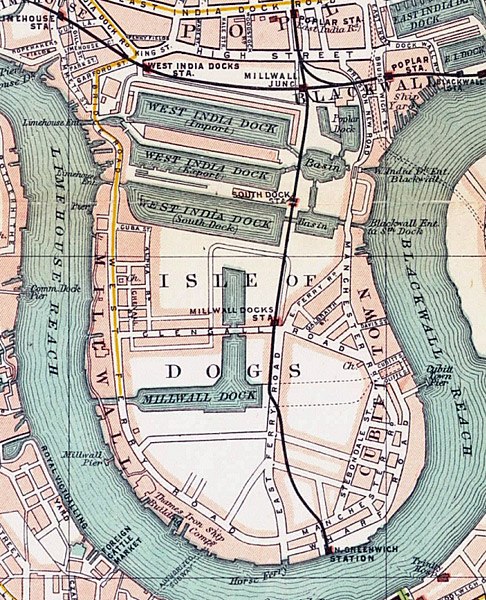
Isle of Dogs in 1899

Over de herkomst van de naam bestaat geen overeenstemming. Voorheen stond het gebied bekend als Stepney Marsh, hoewel ook Isle of Dogs incidenteel gebruikt werd, voor het eerst in 1520. De naam wordt pas officieel sinds 1987 gebruikt.
In de middeleeuwen was dit een moerasachtig gebied met een zilte bodem en hier en daar veenafzettingen; weinig geschikt voor landbouw. Waarschijnlijk werd het gebied pas in de hoge middeleeuwen drooggelegd door middel van een hoogwaterdijk, kanalen en sluizen. In de 12de eeuw bevond zich hier al een gehucht met een kapel en een windmolen. Na een dijkdoorbraak in 1449 werd dit gehucht verlaten.

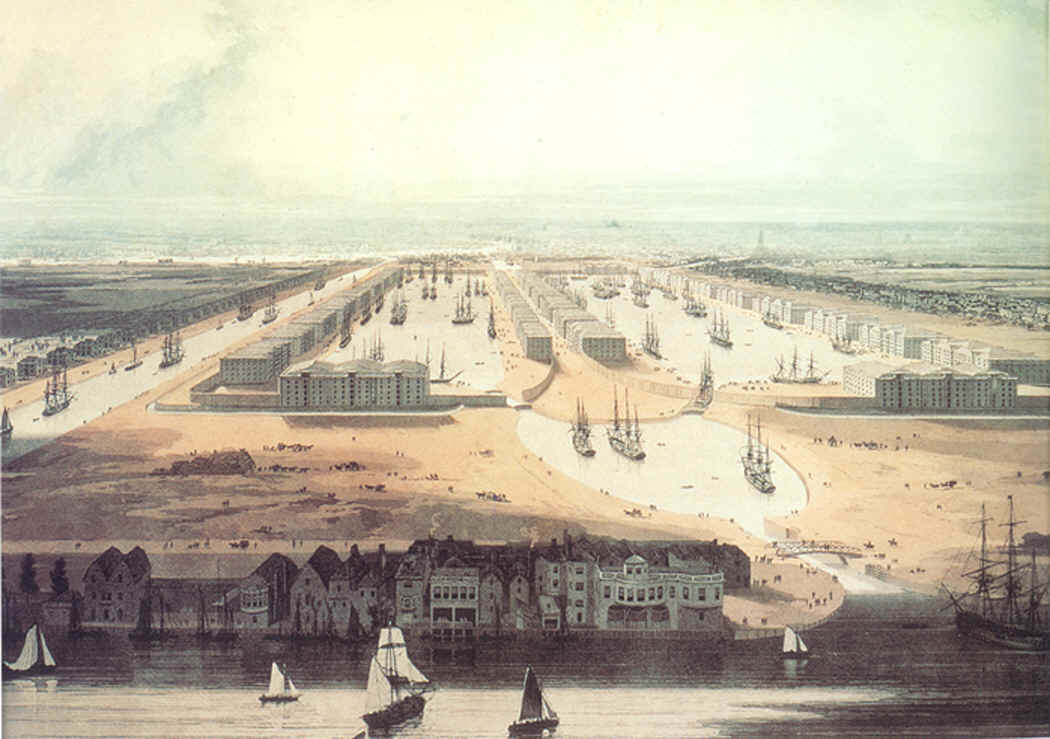
Plan City Canal en dokken, 1802

In 1799 werd de West India Docks Act aangenomen, waardoor het mogelijk werd een kanaal dwars door het noordelijk deel van het schiereiland te graven, het City Canal, met bijbehorende dokken. In 1802 opende de eerste van de drie West India Docks. Het ontwerp van de drie dokken met eenrichtingsverkeer maakte het mogelijk dat een schip uit West-Indië in het noordelijk dok loste, daarna doorzeilde naar het zuidelijk dok, waar het zonder tijdverlies geladen werd.
In 1855 werd het gebied opgenomen in de parish Poplar; in 1900 werd dit de Metropolitan Borough of Poplar, onderdeel van het Graafschap Londen.
Na grootschalige nieuwbouw in de jaren 1960 en 1970 bevond zich hier een van de grootste concentraties sociale woningbouw in Londen. Vanaf 1980 trachtte de London Docklands Development Corporation het gebied aantrekkelijker te maken voor woningbouw en bedrijfsvestigingen, met name door het verbeteren van het openbaar vervoer. De eertijds vervallen havengebieden en arbeiderswijken hebben sinds de jaren 1990 een transformatie ondergaan, waarbij met name het hoogbouwcomplex Canary Wharf tot de verbeelding spreekt. Van 1991 tot 2012 was de wolkenkrabber One Canada Square het hoogste bewoonbare gebouw in het Verenigd Koninkrijk (235 m). Terwijl Canary Wharf tot de meeste welvarende delen van Londen gerekend wordt, behoort Blackwall tot de meest achtergestelde wijken in het land.

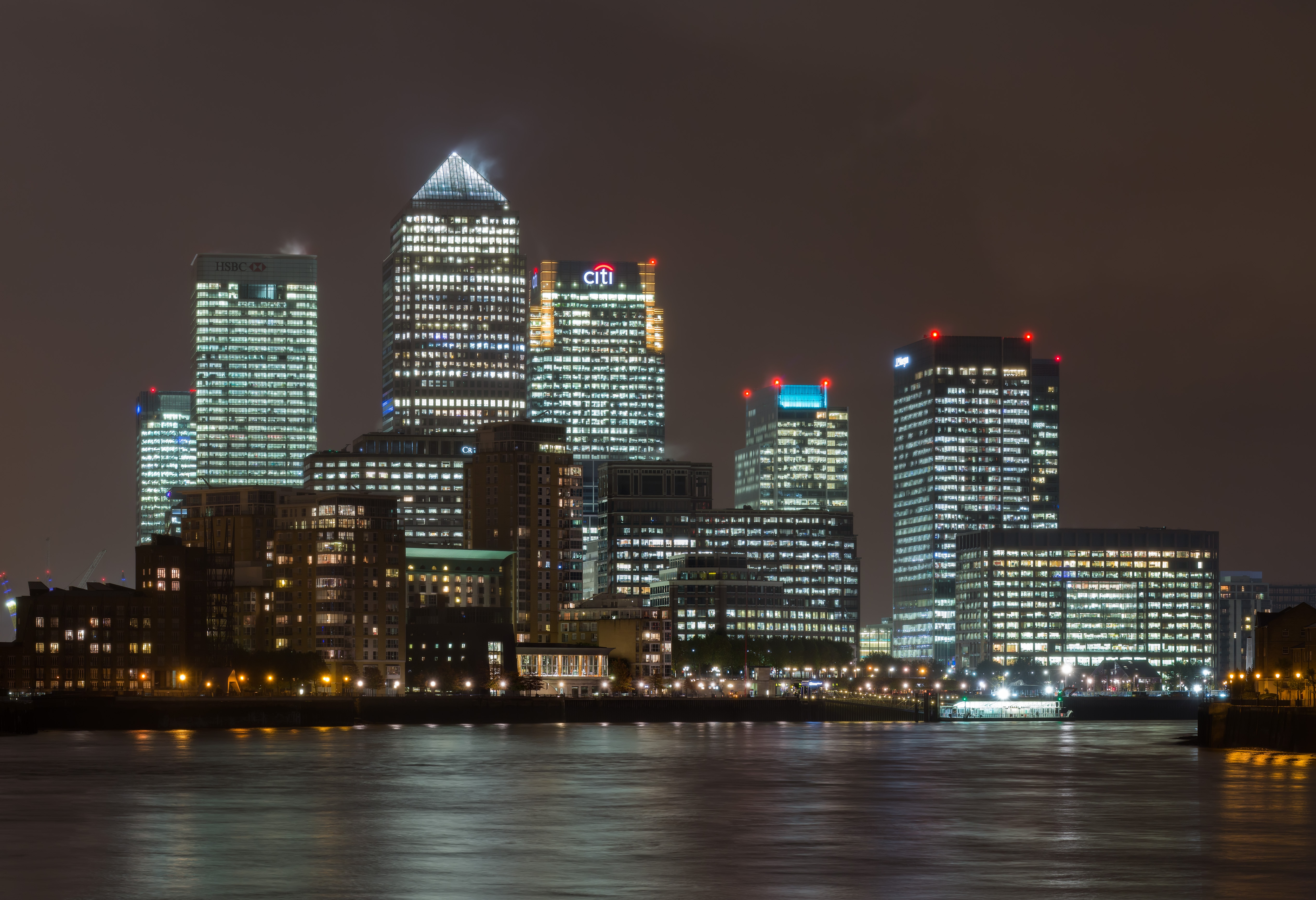
Canary Wharf
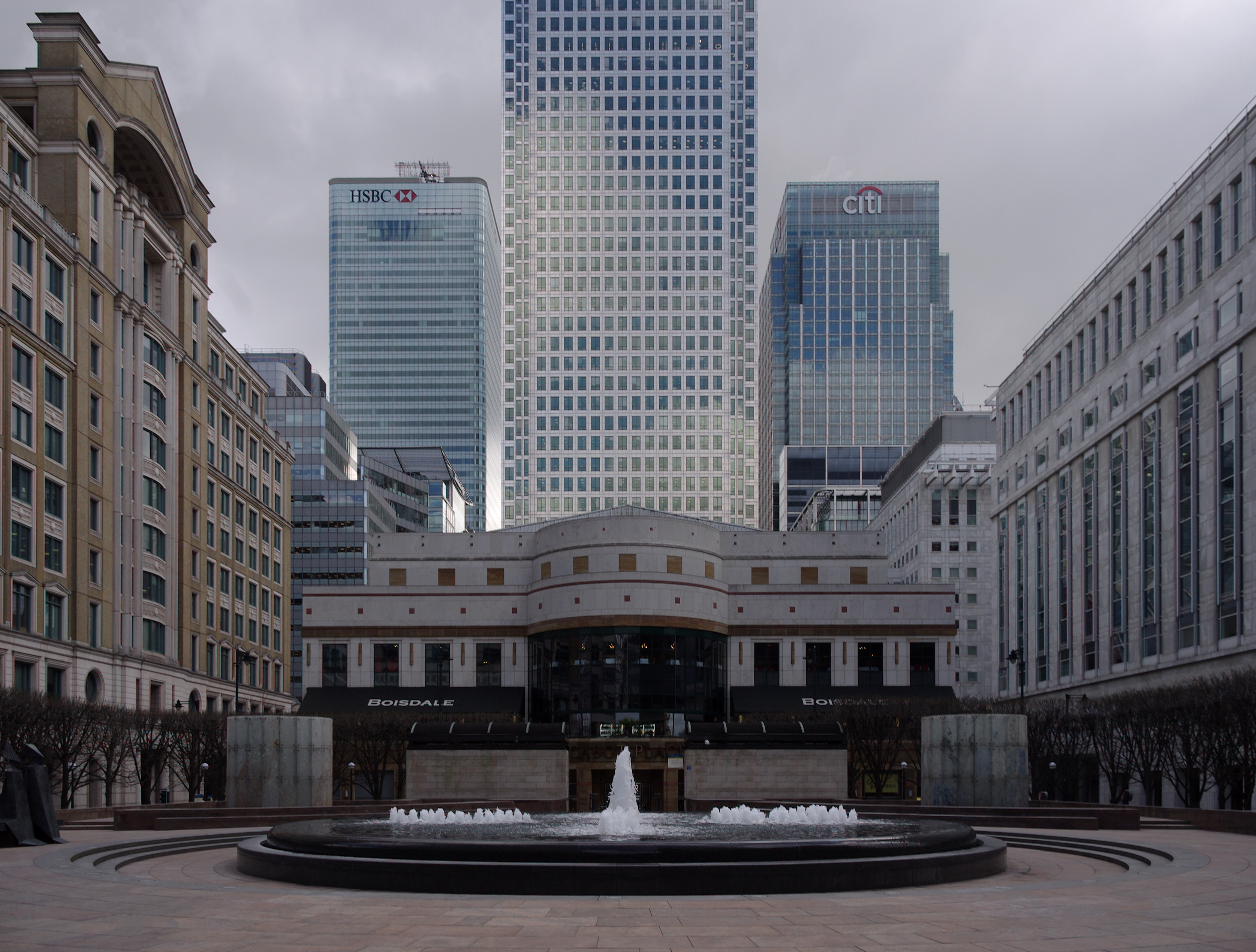
Cabot Square
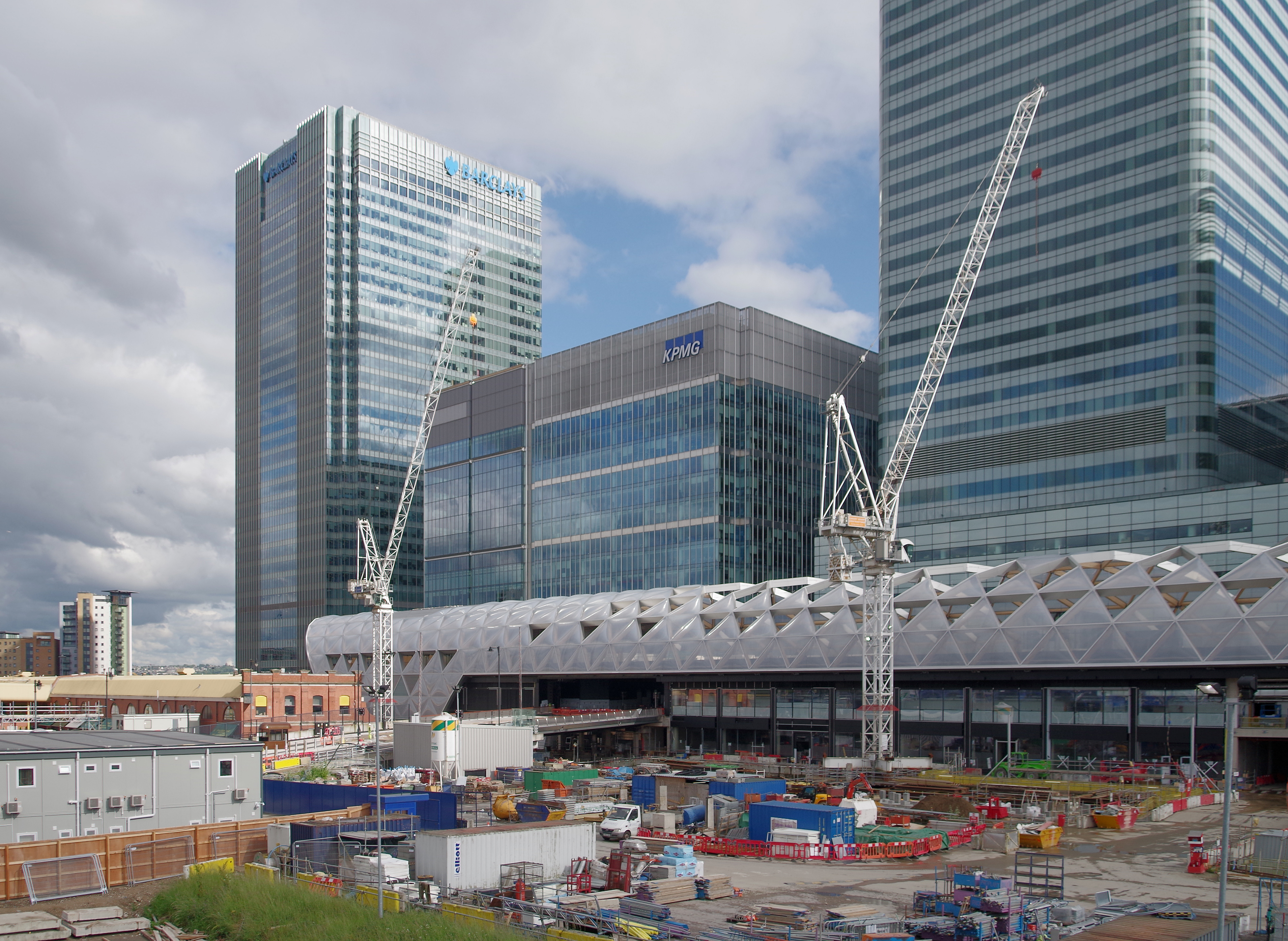
Bouw Crossrail Station
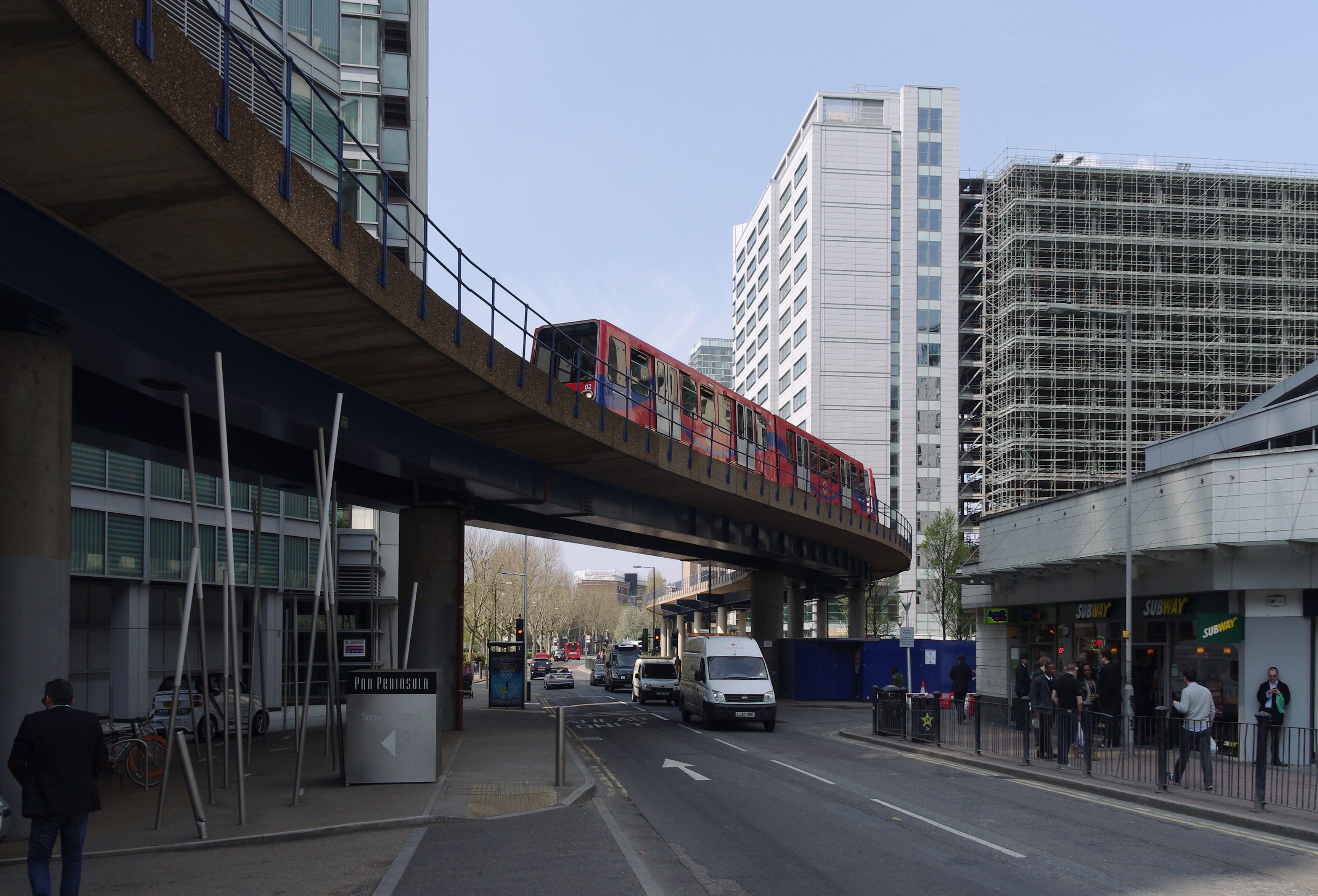
South Quay DLR station